# بارز-سور-لان
بارز-سور-لان (به فرانسوی: Barésia-sur-l'Ain) یک کمون (فرانسه) در فرانسه است که در canton of Clairvaux-les-Lacs واقع شده‌است. بارز-سور-لان ۹٫۳۹ کیلومتر مربع مساحت دارد.